# Helen Kane
Helen Kane (nascuda Helen Clare Schroeder, 4 d'agost de 1904 - 26 de setembre de 1966) va ser una cantant i actriu estatunidenca. La seva cançó característica va ser "I Wanna Be Loved by You" (1928), presentada al musical escènic de 1928 Good Boy. La cançó va ser escrita per a Good Boy per l'equip de compositors Kalmar and Ruby. Es pensava que la veu i l'aparença de Kane van ser una font per als animadors de Fleischer Studios quan van crear Betty Boop. Kane va intentar demandar l'estudi per acusacions de robar el seu estil de signatura "boop-oop-a-doop", però el jutge va decidir que la prova d'això era insuficient, per la qual cosa va desestimar el cas.

## Primers anys de vida
Kane va assistir a la St. Anselm's Parochial School al Bronx, Nova York. Era la petita de tres germans. El seu pare, Louis Schroeder, un immigrant alemany, treballava de manera intermitent com a conductor de vagons; la seva mare immigrant irlandesa, Ellen (nascuda Dixon) Schroeder, treballava en una bugaderia.
La mare de Kane va pagar de mala gana 3 dòlars pel vestit de la seva filla com a reina en el primer paper teatral de Kane a l'escola. Quan tenia 15 anys, Kane estava a l'escena professional, fent una gira pel Circuit Orpheum amb els germans Marx a On the Balcony.
Va passar la dècada de 1920 fent troupes al vodevil com a cantant i ballarina kickline amb un compromís amb el teatre anomenat "All Jazz Revue". Va interpretar per primera vegada al Palau de Nova York el 1921. Els seus dies a Broadway van començar allà, també amb les Stars of the Future (1922–24, i un breu renaixement a principis de 1927). També va cantar a l'escenari amb un trio de cantants primerencs, les Hamilton Sisters i Fordyce, més tard conegudes com The Three X Sisters.
La companya de pis de Kane a principis dels anys vint era Jessie Fordyce. L'acte del trio cantant podria haver-se convertit en les Hamilton Sisters i Schroeder, però Pearl Hamilton va triar Fordyce per fer una gira com a trio "només per veure què passa" al final de la temporada teatral.

## Música
El 1927 va aparèixer en un musical anomenat A Night in Spain. Es va presentar del 3 de maig al 12 de novembre de 1927, amb un total de 174 representacions, al 44th Street Theatre de la ciutat de Nova York. Posteriorment, Paul Ash, un director de banda, va presentar el nom de Kane per a una actuació al Paramount Theatre de Nova York.
La primera actuació de Kane al Paramount Theatre de Times Square va resultar ser el punt de llançament de la seva carrera. Estava cantant "That's My Weakness Now", quan va interpolar la lletra de scat "boop-oop-a-doop". Això va ressonar amb la cultura flapper.
Al programa Good Boy de 1928 d'Oscar Hammerstein, va presentar per primera vegada l'èxit "I Wanna Be Loved by You". Després va tornar al Palace, com a cap de cartell per 5.000 dòlars setmanals. Es va reunir amb les seves amigues del vodevil, The Three X Sisters (abans The Hamilton Sisters i Fordyce) durant una nit. En una actuació escènica en directe de 1935, va harmonitzar la seva parla única amb una melodia novedosa, "The Preacher and the Bear".
Kane tenia una dicció, entonació i sincronització excel·lents, apreses durant la seva època al vodevil. Les seves cançons tenen un fort focus de paraula i capitalitzen la seva veu coqueta. Va combinar diversos estils de moda de finals de la dècada de 1920. Aquests inclouen el cant scat, una mena d'improvisació vocal, i també la barreja de cant i parla. La Sprechgesang ("cançó de parla") estava de moda en aquesta època a la República de Weimar d'Alemanya tant a les discoteques com a la música seriosa.
Kane va gravar 22 cançons entre 1928 i 1930. Després de 1930 i fins a 1951, va gravar quatre cares per a Columbia Records a més de l'enregistrament senzill de la banda sonora de Three Little Words de "I Wanna Be Loved by You". També va gravar quatre cançons que comprenen un MGM 45Ep de 1954 titulat "The Boop Boop a Doop Girl".

## Pel·lícules
A principis de 1929, Paramount Pictures va contractar Kane per fer una sèrie de musicals amb un sou de fins a 8.000 dòlars setmanals (equivalent a més de 120.000 dòlars el 2020).
Les seves pel·lícules van ser:
- 1929: Nothing But the Truth, una comedia protagonitzada per Richard Dix
- 1929: Sweetie, un musical, protagonitzat per Nancy Carroll, Jack Oakie i Stanley Smith
- 1929: Pointed Heels, protagonitzat per William Powell and Fay Wray
- 1930: Paramount on Parade, una extravagància amb totes les estrelles
- 1930: Dangerous Nan McGrew, amb Stuart Erwin, Frank Morgan, i Victor Moore
- 1930: Heads Up!, protagonitzat per Buddy Rogers i Victor Moore
- 1931: A Lesson in Love, un curtmetratge musical

Tot i que Kane no era l'"estrella" de la majoria de les seves pel·lícules (Dangerous Nan McGrew era l'única excepció), va ser tan popular que en el cas de Sweetie, el seu nom va aparèixer sobre el títol de l'envelat quan la pel·lícula es va estrenar al New York Paramount (tot i que Nancy Carroll era la veritable estrella). Kane va oferir tota la diversió, i Jack Oakie i ella van ballar "The Prep Step", un gran èxit juntament amb "He's So Unusual". Fins i tot van fer aquesta dansa a la primera recaptació de fons de Hollywood Bowl el 7 d'agost de 1929. Un altre èxit d'aquesta imatge va ser "My Sweeter Than Sweet" de Nancy Carroll.
Als crèdits inicials de Pointed Heels, Kane i William Powell apareixen en la mateixa línia just a sota del títol, amb Fay Wray i la resta en lletres més petites a sota. Tenia la mateixa facturació que Buddy Rogers a Heads Up!, i les seves cares apareixien a tots els anuncis. A Dangerous Nan McGrew, Kane va rebre la màxima facturació als crèdits de la pel·lícula.

## Kane v.Fleischer

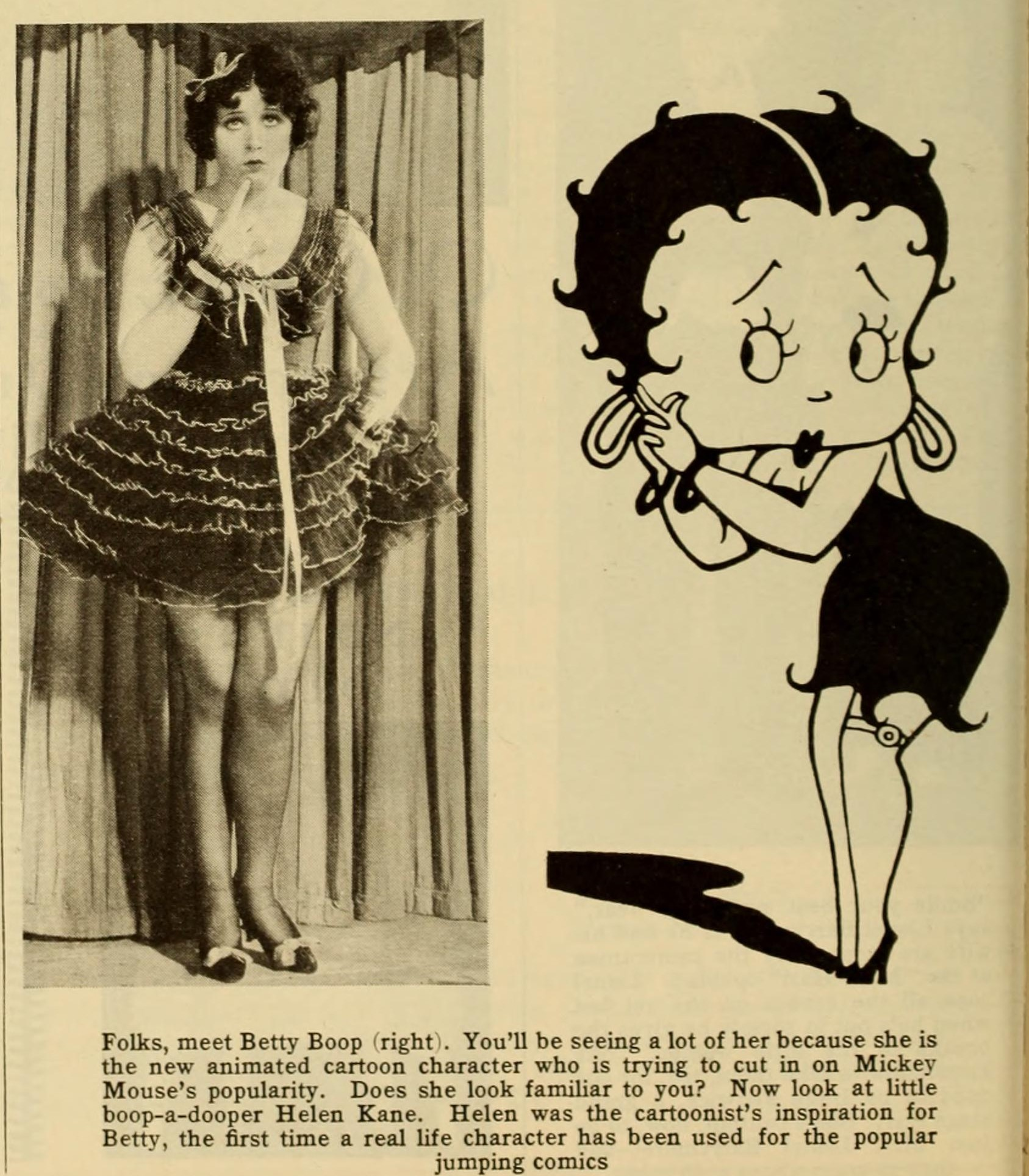
Aquesta comparació entre Kane i Betty Boop es va publicar al número d'abril de 1932 de Photoplay, un mes abans que es presentés la demanda

L'any 1930, els animadors de Fleischer Studios van presentar el que suposadament era una caricatura d'Helen Kane, amb orelles de gos caigudes i una veu cantant que grinyolava, a la caricatura de Talkartoons Dizzy Dishes. "Betty Boop", com va ser batejada més tard al personatge, aviat es va fer popular i l'estrella dels seus propis dibuixos animats. El 1932, Betty Boop es va convertir en humana, les orelles llargues del gos es van convertir en arracades de cèrcol.
El 1932, Kane va presentar una demanda contra Max Fleischer i Paramount per danys de 250.000 dòlars (equivalent a 4,7 milions de dòlars el 2020), al·legant infracció, competència deslleial i explotació de la seva personalitat i imatge. Abans de morir, el dibuixant Grim Natwick va admetre que havia dissenyat una noia basant-se en una foto de Kane.
El judici va tenir lloc a l'abril i principis de maig de 1934, i va durar aproximadament dues setmanes. Al tribunal es va afirmar que Kane va basar el seu estil en part en Baby Esther, una ballarina i animadora afroamericana de finals dels anys vint, coneguda per fer-se passar per Florence Mills. Variety va declarar que l'Esther tenia set anys, Esther havia arribat per primera vegada a la ciutat de Nova York a mitjans de 1928, cantant en un club nocturn anomenat The Everglades. El director teatral Lou Bolton va oferir un testimoni durant el procés Kane v. Fleischer per transmetre la impressió que Helen Kane va adoptar els boops de Baby Esther per augmentar la seva pròpia popularitat com a cantant. L'acte d'Esther a The Everglades va incloure una suplantació de la difunta Florence Mills. Sota interrogatori, Bolton va dir que s'havia trobat amb Kane al club després de l'actuació d'Esther, però no va poder dir quan havia entrat. Bolton també va declarar que els advocats de Fleischer li havien pagat 200 dòlars per anar a Nova York. Els Fleischer van utilitzar com a defensa una pel·lícula de Baby Esther, feta l'any 1928, amb ella cantant tres cançons que abans havien estat popularitzades per Helen Kane: "Don't Be Like That", "Is There Anything Wrong with That?"" i " Wa-da-da"- que l'escriptor Mark Langer va dir que "no era una prova que Helen Kane derivés el seu estil de cant de Baby Esther". No obstant això, l'estudiós d'Estudis de Jazz Robert O'Meally va afirmar que aquesta evidència podria haver estat fabricada pels Fleischer per desacreditar a Kane, a qui després van admetre que havia estat el seu model per a Betty Boop. O'Meally també va qüestionar si hi havia algun tipus d'acord entre Fleischer Studios i Bolton, i va preguntar si es va pagar a Esther per la seva suposada pèrdua d'ingressos.
Altres intents de desacreditar Kane al judici van arribar en forma d'enregistraments fonètics d'Annette Hanshaw i les germanes Duncan, i una peça de partitura de 1915 que es titulava Bou Dou BaDa Bou (que en realitat era francesa, i no era "scat" perquè era el nom d'algú). Les cinc dones que van fer la veu de Betty Boop als dibuixos animats també van declarar, afirmant que sempre feien "boop" d'aquesta manera, fins i tot per casa. Basant-se en la totalitat de la informació presentada davant d'ell i sense jurat, el jutge McGoldrick va trobar "evidències insuficients per donar suport a la reclamació de la demandant" i va fallar a favor dels acusats el 5 de maig de 1934.

## Anys posteriors
Amb les dificultats de la Gran Depressió, el món extravagant de les flappers s'havia acabat i l'estil de Kane va passar de moda ràpidament. Després de 1931, va perdre el favor dels cineastes, que van triar altres cantants per a les seves pel·lícules. Va aparèixer en una producció escènica anomenada Shady Lady l'any 1933, va cantar setmanalment a la ràdio, i va fer aparicions en diversos clubs nocturns i teatres durant la dècada de 1930.
El 1950, va doblar Debbie Reynolds, que va interpretar "I Wanna Be Loved by You" al biopic musical de MGM dels compositors Bert Kalmar i Harry Ruby, Three Little Words. No va aparèixer als crèdits de la pel·lícula.
Va aparèixer en diversos programes de televisió als anys 50 i 60, principalment Toast of the Town, més tard conegut com The Ed Sullivan Show. L'última aparició pública de Kane va ser al Sullivan Show el dia de Sant Patrici de 1965.
A més, Kane va rebre un homenatge el 1958 a This is Your Life amb Ralph Edwards. Va provocar una reunió plorosa amb la seva vella amiga, l'actriu Fifi D'Orsay, i una fan de tota la vida que una vegada li va enviar diners quan va tenir sort. El renovat interès per Kane li va portar un contracte d'un sol disc amb MGM Records i aparicions a I've Got a Secret i You Asked for It. Va cantar en tots aquests programes de televisió.

## Vida personal
El novembre de 1924, Helen Schroeder es va casar amb el comprador de grans magatzems Joseph Kane i va prendre el seu cognom professionalment. El matrimoni estava acabat el 1925 quan va marxar per tornar a la carretera, va acabar el 1928, i es va anar a Mèxic per divorciar-se definitivament el desembre de 1932. El febrer de 1933 es va casar amb l'actor i fill de Gertrude Hoffmann Max Hoffmann Jr. Després de sis mesos, la va abandonar i Kane va sol·licitar el divorci, que es va concretar el maig de 1935. El 1939 es va casar amb Dan Healy, amb qui havia treballat a Good Boy el 1928. Van obrir un restaurant a la ciutat de Nova York anomenat Healy's Grill. Va romandre casada amb Healy durant la resta de la seva vida. Kane no va tenir fills, tot i que sí que va patrocinar fillols.

## Mort
Helen Kane va lluitar contra el càncer de mama durant més d'una dècada. Va ser operada el 1956 i finalment va rebre dos-cents tractaments de radiació com a pacient a l'Hospital Memorial. Va morir el 26 de setembre de 1966, als 62 anys, al seu apartament de Jackson Heights, Queens, Nova York. El seu marit durant 27 anys, Dan Healy, estava al seu llit. Helen Kane va ser enterrada al Cementiri Nacional de Long Island, al comtat de Suffolk, Nova York.

## Discografia
|    | Single                                     | Llistes Billboard | Data d'alliberament    | Notes                                   |
| -- | ------------------------------------------ | ----------------- | ---------------------- | --------------------------------------- |
| 1  | "Get Out and Get Under the Moon"           | 7                 | 16 de juliol de 1928   |                                         |
| 2  | "That's My Weakness Now"                   | 5                 | 16 de juliol de 1928   |                                         |
| 3  | "I Wanna Be Loved by You"                  | 2                 | 20 de setembre de 1928 | del musical Good Boy                    |
| 4  | "Is There Anything Wrong in That?"         |                   | 20 de setembre de 1928 |                                         |
| 5  | "Don't Be Like That"                       | 16                | 20 de desembre de 1928 |                                         |
| 6  | "Me and the Man in the Moon"               | 8                 | 20 de desembre de 1928 |                                         |
| 7  | "Button Up Your Overcoat"                  | 3                 | 30 de gener de 1929    | del musical Follow Thru                 |
| 8  | "I Want to Be Bad"                         | 18                | 30 de gener de 1929    | del musical Follow Thru                 |
| 9  | "Do Something"                             | 12                | 15 de març de 1929     | de la pel·lícula Nothing But the Truth  |
| 10 | "That's Why I'm Happy"                     |                   | 15 de març de 1929     |                                         |
| 11 | "I'd Do Anything for You"                  |                   | 14 de juny de 1929     |                                         |
| 12 | "He's So Unusual"                          |                   | 14 de juny de 1929     | de la pel·lícula Sweetie                |
| 13 | "Ain'tcha?"                                |                   | 29 d'octubre de 1929   | de la pel·lícula Pointed Heels          |
| 14 | "I Have to Have You"                       |                   | 29 d'octubre de 1929   | de la pel·lícula Pointed Heels          |
| 15 | "I'd Go Barefoot All Winter Long"          |                   | 18 de març de 1930     |                                         |
| 16 | "Dangerous Nan McGrew"                     |                   | 12 d'abril de 1930     | de la pel·lícula Dangerous Nan McGrew   |
| 17 | "Thank Your Father"                        |                   | 12 d'abril de 1930     | del musical Flying High                 |
| 18 | "I Owe You"                                |                   | 12 d'abril de 1930     | de la pel·lícula Dangerous Nan McGrew   |
| 19 | "Readin' Ritin' Rhythm"                    |                   | 1 de juliol de 1930    | de la pel·lícula Heads Up!              |
| 20 | "I've Got It (But It Don't Do Me No Good)" |                   | 1 de juliol de 1930    | de la pel·lícula Young Man of Manhattan |
| 21 | "My Man Is on the Make"                    |                   | 2 de juliol de 1930    | de la pel·lícula Heads Up!              |
| 22 | "If I Knew You Better"                     |                   | 2 de juliol de 1930    | de la pel·lícula Heads Up!              |
| 23 | "I Tawt I Taw a Puddy Tat"                 |                   | entre 1950–51          | amb Jimmy Carroll & His Orchestra       |
| 24 | "Beanbag Song"                             |                   | entre 1931–51          | amb Jimmy Carroll & His Orchestra       |
| 25 | "Hug Me! Kiss Me! Love Me!"                |                   | entre 1931–51          | amb George Siravo & His Orchestra       |
| 26 | "Aba Daba Honeymoon"                       |                   | entre 1931–51          | amb George Siravo & His Orchestra       |
| 27 | "When I Get You Alone Tonight"             |                   | 1954                   | amb Leroy Holmes and his Orchestra      |
| 28 | "When My Sugar Walks Down The Street"      |                   | 1954                   | amb Leroy Holmes and his Orchestra      |

Les dates de llançament dels enregistraments 1 a 22 es deriven de les notes de portada del CD Helen Kane - Great Original Performances - 1928 to 1930 (RPCD 323).
El 1954, MGM Records va publicar els últims enregistraments de Helen Kane com un Ep X1164 de 45 rpm anomenat "The Boop-Boop-A-Doop Girl!", Orquestra dirigida per Leroy Holmes, i les cançons són "When My Sugar Walks Down the Street", "When I Get You Alone Tonight, Do Something" (de Nothing But the Truth) i "That's My Weakness Now".